# 宋少卿
宋少卿（1967年7月24日—），出生於台灣花蓮縣豐濱鄉，相聲演員、藝人。相聲瓦舍創辦人。

## 生平
宋少卿，滿月時生父過世，擁有阿美族血統的生母改嫁繼父，將他送給繼父的姐姐宋張淑敏和姐夫宋國傑收養，養父宋國傑為退伍軍人，因此宋少卿從小在龍華二村長大，直到入伍時要進入白雪藝工隊接受身家調查時，才看見戶口名簿才得知原來自己是養子，而一直稱呼為舅媽的人實際上是自己的生母。
宋少卿擁有一半台灣原住民阿美族血統，屬於花蓮縣豐濱鄉港口部落（Makuta'ay）。年幼時即被宋家收養，成年以後因從事人文相關的工作而展開尋根之旅。
他高中就讀于新北市私立辭修高級中學，後就讀於國立臺北藝術大學戲劇系。

### 演藝事業
1988年8月參加中華電視台選秀節目《青春大對抗》獲得衛冕，與劉爾金、黃子佼、卜學亮等人組成"帥哥綜藝團"而出道，進入演藝圈，又與馮翊綱、金尚東共同創辦相聲瓦舍，主演相聲瓦舍歷年舞台演出作品。
其舞台表演極富爆發力，並兼具編導長才，活躍於電視、電影、廣播、廣告各種媒體，亦曾擔任多部音樂錄影帶、廣告之導演。
1999年榮獲中國文藝協會頒發的中國文藝獎章。
2002年在北京拜相聲耆宿常寶華先生為師。

## 相聲作品
| 年份   | 劇名                     | 合作                                                               |
| 1997年 | 黑色幽默                 | 馮翊綱、宋少卿(最早期作品)                                         |
| 1997年 | 相聲說垮鬼子們           | 馮翊綱、宋少卿                                                     |
| 1997年 | 張飛要出來了，別害怕     | 馮翊綱、宋少卿                                                     |
| 1998年 | 狀元模擬考               | 馮翊綱、宋少卿、梅若穎                                             |
| 1999年 | 誰唬嚨我？               | 馮翊綱、宋少卿                                                     |
| 1999年 | 哈戲族                   | 馮翊綱、宋少卿                                                     |
| 1999年 | 大唐馬屁精               | 馮翊綱、宋少卿、梅若穎、高煜玟                                     |
| 2001年 | 他怎麼那麼紅             | 馮翊綱、宋少卿、黃士偉                                             |
| 2001年 | 並不太熟                 | 馮翊綱、宋少卿、黃士偉                                             |
| 2001年 | 東廠僅一位               | 馮翊綱、宋少卿、黃士偉                                             |
| 2002年 | 蠢嘎揪疼                 | 馮翊綱、宋少卿、黃士偉、曾國城                                     |
| 2002年 | 笑神來了誰知道？         | 常寶華、馮翊綱、宋少卿、黃士偉                                     |
| 2002年 | 影劇六村                 | 馮翊綱、宋少卿、黃士偉                                             |
| 2003年 | 消失的931                | 馮翊綱、宋少卿、黃士偉                                             |
| 2003年 | 大寡婦豆棚               | 倪敏然、馮翊綱、宋少卿、黃士偉、御天十兵衛                         |
| 2004年 | 小華小明在偷看           | 馮翊綱、宋少卿、黃小貓                                             |
| 2004年 | 記得當時那個小           | 黃士偉、梅若穎、黃小貓、御天十兵衛、高揚、葛文彪、馮翊綱、宋少卿   |
| 2005年 | 蔣先生，你幹什麼？       | 馮翊綱、宋少卿、御天十兵衛                                         |
| 2006年 | 上次，這次，下次         | 馮翊綱、宋少卿、梅若穎、御天十兵衛                                 |
| 2007年 | 第十九屆新春賀歲聯歡晚會 | 馮翊綱、宋少卿、黃士偉、梅若穎、黃小貓、葛文彪、御天十兵衛、黃暐筑 |
| 2007年 | 借問ㄞˋ教授:誰殺了羅伯特 | 馮翊綱、宋少卿、梅若穎、黃小貓、時一修、御天十兵衛                 |
| 2007年 | 鄧力軍                   | 馮翊綱、宋少卿、黃士偉                                             |
| 2008年 | 戰國廁前傳               | 馮翊綱、宋少卿、黃士偉                                             |
| 2008年 | 公公徹夜未眠             | 馮翊綱、宋少卿、黃士偉、時一修、御天十兵衛、連俞涵                 |
| 2009年 | 兩光康樂隊               | 馮翊綱、宋少卿                                                     |
| 2010年 | 又一村                   | 馮翊綱、宋少卿、黃士偉、時一修、阿肯                               |
| 2010年 | 惡鄰依依2011             | 馮翊綱、宋少卿、黃士偉、時一修、御天十兵衛、阿肯                   |
| 2012年 | 宋百百的演藝人生         | 馮翊綱、宋少卿、黃士偉、御天十兵衛                                 |
| 2013年 | 迷香                     | 馮翊綱、宋少卿、黃士偉、楊千霈、亞里                               |
| 2013年 | 情聖阿弱                 | 馮翊綱、宋少卿、黃士偉、時一修、韋以丞                             |
| 2014年 | 瓦舍說金庸               | 馮翊綱、宋少卿                                                     |
| 2015年 | 緋蝶                     | 馮翊綱、宋少卿、范瑞君、蕭正偉                                     |
| 2015年 | 賣橘子的                 | 馮翊綱、宋少卿、黃士偉                                             |
| 2016年 | 沙士芭樂                 | 馮翊綱、宋少卿、黃士偉、范瑞君                                     |
| 2017年 | 弄                       | 馮翊綱、宋少卿、黃士偉                                             |
| 2018年 | 快了快了                 | 馮翊綱、宋少卿、黃士偉                                             |
| 2018年 | 我不要演癩蛤蟆           | 馮翊綱、宋少卿、黃士偉、梅若穎、黃小貓、御天十兵衛、達康.come      |

## 演出作品

### 舞台劇
| 年份   | 劇團       | 劇名       |
| 2008年 | 表演工作坊 | 寶島一村   |
| 2013年 | 表演工作坊 | 十三角關係 |
| 2011年 | 莎妹劇團   | 麥可傑克森 |
| 2023年 | 屏風表演班 | 京戲啟示錄 |

### 電視劇
| 年份   | 頻道       | 劇名                               | 飾演   | 備註 |
| 1989年 | 中視       | 《鋤頭博士》                       | 吳仰賢 |      |
| 1995年 | 超級電視台 | 《我們一家都是人》                 | 老白   |      |
| 2005年 | 華視       | 《聖稜的星光》                     | 林今輝 |      |
| 2006年 | 衛視中文台 | 《驚異傳奇》之惡魔的肖像           | 林世銘 |      |
| 2011年 | 台視       | 《前男友》                         | 韓襄理 |      |
| 2012年 | 公視       | 公視人生劇展《臺北八個人》         | 陳業務 |      |
| 2013年 | 華視       | 《金牌老爸》                       | 蕭天全 |      |
| 2014年 | 中國大陸   | 《光環之后》                       | 王董   |      |
| 2015年 | 公視       | 公視人生劇展《事事達人》           | 游董   |      |
| 2016年 | 民視       | 《廉政英雄》第三十八單元：脫罪大師 | 白宏彰 |      |
| 2017年 | CHOCO TV   | 《老爸上身》                       | 陳師傅 |      |
| 2018年 | TVBS歡樂台 | 《翻牆的記憶》                     | 史宗翰 | 客串 |
| 2019年 | 公視       | 公視人生劇展《大潮》               | 何懋生 |      |
| 2022年 | CATCHPLAY+ | 《正負之間》                       | 宋先生 |      |

### 電影
| 年份   | 片名                  | 飾演             |
| 1989年 | 《長大的感覺真好》    |                  |
| 2000年 | 《一一》              | 財務經理（客串） |
| 2014年 | 《鐵獅玉玲瓏 (電影)》 | 風水師（客串）   |
| 2017年 | 《美好的意外》        | 賴總             |
| 2018年 | 《王牌教師 麻辣出擊》 | 石振             |
| 2018年 | 《夢魘效應 》         | 心理醫生         |
| 2019年 | 《樂獄》              | 秘書長           |
| 2019年 | 《灼人秘密》          | 妮娜叔叔         |
| 2019年 | 《我的阿北同學》      | 林火（主演）     |
| 2020年 | 《卡卡囌卡卡衝》      |                  |
| 2021年 | 《瀑布》              | 陳總             |
| 2022年 | 《青春換日線》        | 宋寶傑           |

### 音樂錄影帶
| 年份          | 名稱              | 飾演     |
| 2023年3月30日 | 古曜威《384公里》 | 班級導師 |

## 主持作品

### 電視節目
| 電視台     | 節目             | 備註             |
| 華視       | 《台灣什麼都有》 | 與白冰冰主持     |
| 公視籌委會 | 《IQ全壘打》     | 與天心、季芹主持 |

### 網路節目
| 頻道            | 節目          | 備註       |
| NOWnews今日新聞 | 《NOW辯風向》 | 與阿樂主持 |

## 曾獲獎項
| 年份   | 獲提名                    | 獎項                                                   | 結果 |
| ------ | ------------------------- | ------------------------------------------------------ | ---- |
| 1999年 |                           | 中國文藝獎章                                           | 獲獎 |
| 2014年 | 宋少卿、李維真╱週末大舞台 | 第49屆廣播金鐘獎綜合節目主持人獎(財團法人中央廣播電臺) | 獲獎 |

## 爭議
- 2003年10月，駕車撞到路邊停車後逃逸，警方無法及時取得他的酒測值，宋消失卅小時後親赴車主家道歉，和解收場，否認喝酒。

- 2004年4月16日早上7時40分許，在台北市衝撞路旁兩輛轎車後，愛車漏油冒出濃煙，他渾然不知身處險境，仍躺在車內呼呼大睡，消防人員到場後將他強行拖出車外，經檢查無明顯外傷，南港分局交通分隊員警現場測出他酒測值高達0.81，遂帶回舊庄派出所偵訊。警方訊後將全案依公共危險罪嫌移送士林地檢署，南港分局接獲檢察官裁示嫌犯不予解送。[3]最終臺灣士林地方法院依公共危險罪判處三個月確定。[4][5]

- 2018年與2020年，宋少卿兩次遭媒體爆料酒駕，本人事後均稱因為不想讓代駕知道住家詳細地址，因此只讓代駕開至住家附近，再自行開回家。雖然行為已經觸法，但是因為皆是媒體事後爆料，在沒有實質證據的情況下，警方並未進行調查。宋少卿事後則通過助理對外致歉，稱「做了不良示範，喝酒不開車，開車不喝酒」。

- 2021年12月28日，宋少卿凌晨與朋友聚會小酌後仍開車上路，駕車經過板橋南門街與府中路口時，疑因未注意號誌，與同車道前方停等紅綠燈的計程車發生碰撞，警方到場後對他進行酒測，酒測值達0.95mg/L，依公共危險罪送辦，此為宋少卿第三次因酒駕被捕。[6] ，而團長馮翊綱發出聲明，稱絕不姑息酒駕累犯，餘下的幾場《三十三》演出與2022年新戲《畫虎藍》中的演出戲分將全數被拔除。一審新北地方法院宣判，依不能安全駕駛動力交通工具罪判刑5月，併科罰金5萬元，有期徒刑得易科罰金，罰金如易服勞役，均以1000元折算1日，最終 於2022年7月21日在臺灣新北地方檢察署繳清20萬元罰金 。[7][5]

## 外部連結
- 相聲瓦舍（页面存档备份，存于）
- 宋少卿的新浪微博
- 宋少卿官方粉絲團的Facebook專頁
- 宋少卿在香港影庫上的簡介
- 宋少卿在台灣電影網上的資料（繁體中文）